# 2-D Blacktop
2-D Blacktop («Двухмерное измерение») — 15 эпизод 7 сезона мультсериала «Футурама». Североамериканская премьера состоялась 19 июня 2013 года.

## Сюжет
При попытке доставить груз корабль «Межпланетного экспресса» терпит крушение, после чего Лила отправляет его на свалку. Обидевшийся из-за этого профессор Фарнсворт уходит из «Межпланетного экспресса», а затем проникает на свалку и угоняет оттуда свой корабль. Через некоторое время он встречает банду стритрейсеров, которые насмехаются над ним. Профессор устраивает с ними гонку, в которой проигравший должен оплачивать медстраховку победителя целый год. Внезапно оказывается, что профессор модернизировал корабль в гоночный. Соревнование начинается. Однако стритрейсеров замечает полиция, которая начинает преследовать их. Спасаясь, профессор применяет своё новое изобретение — измеренческий дрифт, после чего успешно финиширует. Финишировав, стритрейсеры предлагают профессору стать одним из них, и он соглашается.
Тем временем Лила покупает новый корабль с повышенной безопасностью, который выглядит как коробка и в котором нет лобового стекла. Она завозит Бендера и Фрая на карате и случайно встречается с профессором. Между ними возникает спор, и они договариваются устроить гонку на специальной трассе. Во время гонки профессор начинает было отставать от Лилы, но он вспоминает про дрифт между измерениями. Использовав его, он оказывается с противоположной стороны трассы. На финишной черте они врезаются друг в друга и сплющиваются в большой диск (заодно сплющив Фрая, который был судьёй).
Из-за столкновения на большой скорости профессора, Фрая, Лилу и Бендера (который спал в её корабле) из третьего измерения выбрасывает во второе, из-за чего они становятся плоскими. Побочным эффектом этого измерения стали проблемы их повседневной жизни, например, невозможность обойти друг друга со стороны. Правители плоскости находят их и устраивают пир в их честь. Там выясняется, что у них нет пищеварительной системы, после чего они решают вернуться в трёхмерное измерение. Жители плоскости сперва высмеивают, а затем решают убить «еретиков» за их идеи о третьем измерении. Команда спасается бегством на корабле Фарнсворта. Он говорит, что они вынуждены остаться в измерении навсегда, но Лила напоминает, что можно попробовать использовать измеренческий дрифт. Они успешно летят и приближаются в межизмеренческом пространстве к диску, образовавшемуся из-за их сплющивания.
В третьем измерении «Межпланетный экспресс» собирается уничтожить диск, но из него вылезает их корабль вместе со всем экипажем. В конце видны гонки Профессора и стритрейсеров в космосе, которых преследует полиция.

## Интересные факты
- Ядро четырёхмерного турбоколлектора имеет форму тессеракта.
- В серии можно увидеть гоночную полосу Мебиуса.
- Бонневилльская Соленая Флатландия (англ. Bonneville Salt Flatlands) является аллюзией на высохшее соленое озеро Бонневилль (англ. Bonneville Salt Flats), на шоссе в окрестностях которого было поставлено множество рекордов скорости езды.
- Когда команда планетарного экспресса возвращается в третье измерение, они проходят через измерения с дробной размерностью, а на заднем плане как раз мелькают фракталы, размерность которых дробная.